# Prezydenci Republiki Chińskiej

## Tymczasowi prezydenci Republiki Chińskiej 1912–1913
- Sun Jat-sen (1 stycznia 1912 – 1 kwietnia 1912)
- Yuan Shikai (10 marca 1912 – 10 października 1912)

## Prezydenci Republiki Chińskiej 1913–1928
- Yuan Shikai (10 października 1912 – 5 czerwca 1916[a])
- Li Yuanhong (5 czerwca 1916 – 17 lipca 1917)
- Feng Guozhang (17 lipca 1917 – 10 października 1918)
- Xu Shichang (10 października 1918 – 2 czerwca 1922)
- Zhou Ziqi (tymczasowo, 2 czerwca 1922 – 11 czerwca 1922)
- Li Yuanhong (11 czerwca 1922 – 13 czerwca 1923)
- Zhang Shaozeng (tymczasowo,13 czerwca – 9 września 1923)
- Gao Lingwei (tymczasowo, 9 września – 10 października 1923)
- Cao Kun (10 października 1923 – 2 listopada 1924)
- Huang Fu (tymczasowo) (2 listopada 1924 – 24 listopada 1924)
- Duan Qirui (24 listopada 1924 – 20 kwietnia 1926)
- Hu Weide (tymczasowo) (20 kwietnia 1926 – 13 maja 1926)
- Yan Huiqing (tymczasowo) (13 maja 1926 – 22 czerwca 1926)
- Du Xigui (tymczasowo) (22 czerwca 1926 – 1 października 1926)
- Wellington Koo (tymczasowo) (1 października 1926 – 18 czerwca 1927)
- Zhang Zuolin (18 czerwca 1927 – 4 czerwca 1928)

## Przewodniczący Rządu Narodowego 1928–1948
- Czang Kaj-szek (18 kwietnia 1927 – 15 sierpnia 1927)
- Tan Yankai (15 sierpnia 1927 – 10 października 1928)
- Czang Kaj-szek (10 października 1928 – 15 grudnia 1931)
- Lin Sen (15 grudnia 1931 – 1 sierpnia 1943)
- Czang Kaj-szek (1 sierpnia 1943 – 20 maja 1948)

## Prezydenci Republiki Chińskiej od 1948 (od 1949 na Tajwanie)
- Czang Kaj-szek (20 maja 1948 – 21 stycznia 1949)
- Li Zongren (tymczasowo) (21 stycznia 1949 – 1 marca 1950)
- Czang Kaj-szek (1 marca 1950 – 5 kwietnia 1975)
- Yen Chia-kan (5 kwietnia 1975 – 20 maja 1978)
- Chiang Ching-kuo (20 maja 1978 – 13 stycznia 1988)
- Lee Teng-hui (13 stycznia 1988 – 20 maja 2000)
- Chen Shui-bian (20 maja 2000 – 20 maja 2008)
- Ma Ying-jeou (20 maja 2008 – 20 maja 2016)
- Tsai Ing-wen (20 maja 2016 – 20 maja 2024)
- Lai Ching-te (od 20 maja 2024)